# مراغه (مصر)
مراغه نام شهر و شهرستانی در استان سوهاج مصر است.